# 唐納德·埃文·麥卡利斯特
唐納德·埃文·麥卡利斯特（英語：Donald Evan McAllister，1934年8月23日—2001年6月17日）是一名加拿大魚類學家。從1958年到1993年提早退休的45年間，他發表了超過625篇科學論文、書籍、通俗文章和書評。

## 外部連結
- A tribute to Don E. McAllister （页面存档备份，存于）
- Obituaries
- Some reflections on the life and work of Don E. McAllister （页面存档备份，存于）